# جايسون هيكس
جايسون هيكس (بالإنجليزية: Jason Hicks)‏ (16 يناير 1990 في المملكة المتحدة - ) هو لاعب كرة قدم نيوزلندي في مركز الوسط. شارك مع منتخب إنجلترا تحت 17 سنة لكرة القدم ومنتخب نيوزيلندا تحت 23 سنة لكرة القدم ومنتخب نيوزيلندا لكرة القدم. أما مع النوادي، فقد لعب مع تيم ويلينغتون ونادي أوكلاند سيتي ونادي ويلينغتون فينيكس ووايتاكيري يونايتد ونادي جنوب ملبورن وMelbourne Knights FC ‏ وWellington Phoenix FC Reserves ‏ وWaiBOP United ‏ وSunshine Coast FC ‏.

## وصلات خارجية
- جايسون هيكس على موقع الاتحاد الدولي (مؤرشف)  (الإنجليزية)
- جايسون هيكس على موقع قاعدة بيانات كرة القدم.إي يو (الإنجليزية)